# 扇形質譜儀
扇形質譜儀（Sector mass spectrometer），是一類在扇形儀器中使用靜電（E）或磁力（B）或兩種組合使用（在空間區域內分開）的作用下進行質量分析的儀器。一般具有抽真空的馬蹄形玻璃管，由進樣口、電子轟擊源、一端加速板以及另一端的收集器狹縫組成，並且在管子的彎曲處施加電場，大多數現代扇形質譜儀都是雙聚焦儀器（最早由Francis William Aston、Arthur Jeffrey Dempster、Kenneth Bainbridge和Josef Mattauch在 1936 年開發） 

## 運作原理
通過施加電場或磁場，粒子以彎曲的路徑前進，分子離子根據質量被分離並收集 ，不同的碎片落在檢測器上並進行記錄質譜
在扇形儀器中產生的離子均勻、線性、靜態電場或磁場（單獨）中的行為很簡單。其中是由物理學中一個稱為洛倫茲力定律的方程來描述。該方程是所有質譜技術的基本方程，也適用於非線性、非均勻的情況，通常是電磁學領域中的一個重要方程。
{\displaystyle F=q(E+v\times B)}，其中E為電場強度，N為磁場強度，q為粒子的電荷數，v為當前之速度（表示為矢量），x 為向量積。
因此在線性的均勻電場（扇形區），因此離子受到的的力可以用以下公式進行表示
{\displaystyle F=qE}, 離子收到的力的方向，以電場方向為基準，與正離子相反，與負離子相同。
該力僅取決於電荷和電場強度。由於慣性的差異，較輕的離子將被偏轉得更多，而較重的離子將更少地偏轉，並且當它們離開電扇區時，離子將在空間中彼此排斥並分離成不同的離子束，並且在線性均勻磁場（磁扇區）中對離子的力為：
{\displaystyle F=qvB}
垂直於磁場和離子本身的速度矢量，方向由向量積的右手定則和電荷的符號決定。
磁扇區中的力因速度而變得複雜，但在一般的情況下（例如均勻速度），不同質量的離子將在空間中被物理分離成不同的光束，如同電扇區一樣。

## 不同的幾何分類
這些是質譜儀中的一些經典幾何形狀，通常用於區分不同類型的扇區排列，但隨著設計的進一步發展，大多數現代儀器並不完全適合這些類別中的任何一個。

### 班布里奇-約旦
此種扇形質譜儀是由一個沒有初始漂移長度的，且弧度為127.30°（{\displaystyle \pi /{\sqrt {2}}}）的電扇區和一個具有相同曲率方向的60°磁扇形組成，這種扇形質譜儀也被稱為“Bainbridge 質譜儀”，一般用於確定同位素原子質量。
從正在分析的同位素產生一束正離子，光束受到垂直電場和磁場的共同作用，由於當粒子的速度為
{\displaystyle v=E/B}
時，光束沒有受到合力的作用，便會自由地穿過狹縫，當受到另外一個磁場作用時，會會穿過半圓形的路徑並裝機到偵測器，從而對同位素質量進行計算。

### 馬托赫-赫爾佐格
Mattauch-Herzog 幾何由弧度為31.82° ({\displaystyle \pi /4{\sqrt {2}}}）且擁有初始漂移長度的電扇區以及相反曲率方向的90°磁扇區組成。分離原理主要是，按電荷分類的離子進入磁場後會產生能量集中效應，並且比標準能量過濾器的傳輸率要高得多。這種幾何形狀通常用於在產生的離子中具有高能量分佈同時也需要靈敏度的應用中，例如火花源質譜 (SSMS) 和二次離子質譜 (SIMS)。這種幾何比 Nier-Johnson 幾何的優勢在於不同質量的離子都聚焦在同一個平面上。

### 尼爾-約翰遜
Nier-Johnson 幾何結構由一個 90° 的電扇區、一個較長的中間漂移長度和一個具有相同曲率方向的 60° 磁扇區組成。

### Hinterberger-Konig
Hinterberger-Konig 的幾何結構是由一個 42.43° 的電扇區、一個較長的中間漂移長度和一個相同曲率方向的 130° 磁扇區組成。

### 竹下
Takeshita 的幾何結構由一個 54.43° 電扇區和短漂移長度組成，第二個為具有相同曲率方向的電扇區，然後是另一個不同的漂移長度，配備相反曲率方向的 180° 磁扇區。

### 松田
Matsuda 幾何結構由一個 85° 電扇、一個四極透鏡和一個 72.5° 相同曲率方向的磁扇組成。這種幾何結構用於SHRIMP和 Panorama（氣源、高分辨率、多收集器，用於測量地球化學物質中的同位素體）。